# Antônio Silva
Antonio Silva, född 14 september 1979, är en brasiliansk MMA-utövare som tävlar som tungviktare i den amerikanska organisationen Strikeforce. Silva har varit mästare i organisationerna Cage Rage, Cage Warriors och EliteXC och har bland andra besegrat Fedor Emelianenko, Andrei Arlovski och Ricco Rodriguez. Silva lider av sjukdomen akromegali. Han har svart bälte i Brasiliansk jiu-jitsu.

## Biografi
Silva gick sin första professionella MMA-match i mars 2005 och var obesegrad i sina sju första matcher som han vann via TKO eller submission. I februari 2007 debuterade han i organisationen EliteXC där han gick fyra matcher, vann samtliga och blev mästare i tungvikt efter att ha besegrat Justin Eilers i juli 2008. Efter titelmatchen mot Eilers testades han positivt för doping och blev avstängd i ett år av det amerikanska idrottsförbundet. Silva hävdade att det positiva testet var ett resultat av den behandling han genomgått mot sjukdomen akromegali. Han valde dock att inte överklaga sin avstängning och tävlade under tiden i Japan.
I november 2009 återvände han till USA och debuterade i organisationen Strikeforce mot Fabricio Werdum, en match som han förlorade på poäng. Inför år 2011 presenterade Strikeforce en tungviktsturnering med åtta av sina bästa tungviktare. Silva valdes ut till turneringen och fick möta storfavoriten Fedor Emelianenko. Trots detta besegrade Silva Emelianenko efter att domaren brutit matchen mellan den andra och tredje ronden.

## Tävlingsfacit
| Resultat | Facit   | Motståndare       | Metod                           | Event                                | Datum             | Rond | Tid  | Plats                | Noteringar                               |
| 16-3     | Förlust | Daniel Cormier    | KO (slag)                       | Strikeforce: Barnett vs. Kharitonov  | 10 september 2011 | 1    | 3:56 | Cincinnati, USA      |                                          |
| 16–2     | Vinst   | Fedor Emelianenko | TKO (doktorn stoppar matchen)   | Strikeforce: Fedor vs. Silva         | 12 februari 2011  | 2    | 5:00 | East Rutherford, USA | Kvartsfinal i Strikeforce Grand Prix     |
| 15–2     | Vinst   | Mike Kyle         | TKO (slag)                      | Strikeforce: Henderson vs. Babalu II | 4 december 2010   | 2    | 2:49 | St. Louis, USA       |                                          |
| 14–2     | Vinst   | Andrei Arlovski   | Domslut (enhälligt)             | Strikeforce: Heavy Artillery         | 15 maj 2010       | 3    | 5:00 | St. Louis, USA       |                                          |
| 13–2     | Förlust | Fabricio Werdum   | Domslut (enhälligt)             | Strikeforce: Fedor vs. Rogers        | 7 november 2009   | 3    | 5:00 | Hoffman Estates, USA |                                          |
| 13–1     | Vinst   | Jim York          | Submission (Arm-Triangle Choke) | Sengoku 10                           | 23 september 2009 | 1    | 3:51 | Saitama, Japan       |                                          |
| 12–1     | Vinst   | Yoshihiro Nakao   | TKO (knäskada)                  | Sengoku no Ran 2009                  | 4 januari 2009    | 1    | 1:42 | Saitama, Japan       |                                          |
| 11–1     | Vinst   | Justin Eilers     | TKO (knä och slag)              | EliteXC: Unfinished Business         | 26 juli 2008      | 2    | 0:19 | Stockton, USA        | Blev EliteXC tungviktsmästare.           |
| 10–1     | Vinst   | Ricco Rodriguez   | Domslut (delat)                 | EliteXC: Street Certified            | 16 februari 2008  | 3    | 5:00 | Miami, USA           |                                          |
| 9–1      | Vinst   | Jonathan Wiezorek | Submission (Rear-Naked Choke)   | EliteXC: Renegade                    | 10 november 2007  | 1    | 3:12 | Corpus Christi, USA  |                                          |
| 8–1      | Vinst   | Wesley Correira   | TKO (slag)                      | EliteXC Destiny                      | 10 februari 2007  | 1    | 3:49 | Southaven, USA       |                                          |
| 7–1      | Förlust | Eric Pele         | TKO (slag)                      | BodogFight – USA vs. Russia          | 2 december 2006   | 1    | 2:40 | Vancouver, Kanada    |                                          |
| 7–0      | Vinst   | Georgy Kaysinov   | KO (slag)                       | K-1 – Hero's 7                       | 9 oktober 2006    | 1    | 1:08 | Yokohama, Japan      |                                          |
| 6–0      | Vinst   | Tom Erikson       | TKO (slag)                      | K-1 – Hero's 5                       | 3 maj 2006        | 1    | 2:49 | Tokyo, Japan         |                                          |
| 5–0      | Vinst   | Tadas Rinkevicius | TKO (slag)                      | CWFC – Strike Force 5                | 25 mars 2006      | 1    | 3:22 | Coventry, England    |                                          |
| 4–0      | Vinst   | Ruben Villareal   | TKO (slag)                      | CWFC – Strike Force 4                | 26 november 2005  | 1    | 3:07 | Coventry, England    | Blev Cage Warriors Supertungviktsmästare |
| 3–0      | Vinst   | Rafael Carino     | TKO (hörnan stoppar matchen)    | Cage Rage 12 – The Real Deal         | 2 juli 2005       | 1    | 2:55 | London, England      | Blev Cage Rage tungviktsmästare          |
| 2–0      | Vinst   | Marcus Tchinda    | Submission (slag)               | CWFC – Strike Force                  | 2 maj 2005        | 1    | 3:03 | Coventry, England    |                                          |
| 1–0      | Vinst   | Tengiz Tedoradze  | TKO (slag)                      | UKMMAC 10 – Slugfest                 | 6 mars 2005       | 1    | 0:48 | Essex, England       |                                          |

### Webbkällor
- ”Antonio Silva MMA Record”. sherdog.com. http://www.sherdog.com/fighter/Antonio-Silva-12354. Läst 14 februari 2011.